# Devourment
Devourment es una banda de brutal death metal a los cuales se les considera también impulsores del slam death metal.
Desde sus inicios, la banda se ha separado y reformado unas tres veces hasta ahora que parece que han conseguido cierta estabilidad en la formación.
Solo quedan dos miembros originales; el cantante y anteriormente bajista: Mike Majewski, y el guitarrista y anteriormente vocalista Ruben Rosas, el cual también lidera la banda y compone la mayoría de las canciones.

## Historia
La banda se formó en Texas en 1995 a partir de la disolución de la banda Necrocide; los miembros de esta banda conocieron a Wayne Knupp y se les ocurrió la idea de crear un grupo de brutal death metal lo más agresivo posible. La formación original tuvo algunos cambios, después de la demo Impaled, Knupp abandono la banda, Ruben Rosas se unió como vocalista y Majewski como bajista.
En 1999, después de otras demos, la banda graba su primer LP llamado Molesting the Decapitated. Este disco tenía una bajísima producción, sin embargo, alcanzó una fama impresionante, Rosas siguió el estilo vocal de Knupp en el disco que se conoce como voz gorrina o gutural profundo. Este mismo año Rosas fue encarcelado y la banda se disolvió.
Mientras Rosas estaba en la cárcel la banda se reformó con Knupp de nuevo en las voces y dieron algunos conciertos en los que lograron más fama. Con Knupp de nuevo en las voces la banda grabó un recopilatorio llamado 1.3.8. en el que se encuentra un nuevo tema, "Babykiller", que es hasta ahora el más famoso del grupo y después la banda se volvió a disolver en 2002.
En 2005, después de que Rosas saliera de la cárcel la banda vuelve para grabar Butcher the Weak, el cual goza de una espectacular producción y contiene la regrabacion del tema "Babykiller" con Majewski en las vocales y Rosas en las guitarras. Este mismo año, aprovechando la tirada de Butcher the Weak, la banda sacó su primer DVD oficial llamado simplemente DVD1, y un poco más tarde DVD2.
El 15 de septiembre de 2007, Wayne Knupp murió de un fallo de órganos múltiple debido al abuso de alcohol.
Desde Butcher the Weak la banda estuvo de gira hasta finales de 2008 cuando regresaron al estudio para meterse de lleno en la grabación de su nuevo disco, Unleash the Carnivore, el cual fue publicado en 2009 y mantiene una formación estable. 
La banda se vuelve a preparar para las presentaciones en directo este año empezando como cabezas de cartel en el Death Feast Open Air, festival al que acuden las mejores bandas de brutal death metal y grindcore.

## Discografía
- Impaled (demo)
- Obscene Majesty (álbum de estudio)
- DVD1 (DVD oficial)
- Butcher the Weak (álbum de estudio)
- DVD2 (DVD Oficial)
- Unleash the Carnivore (álbum de estudio)
- Conceived in Sewage (álbum de estudio)
- Molesting the Decapitated (álbum de estudio)

## Miembros
- Mike Majewski - voz (anteriormente bajo)
- Ruben Rosas - guitarra (anteriormente voz)
- Chris Andrews - bajo (Kill the Client)
- Eric Park - batería (Exitium (US), ex-Suture, Rhome, Scarline/Hyperion (US), Martyred)

## Curiosidades
- Se les prohíbe tocar en algunos países debido al contenido explícito que presentan sus letras.
- Hubo poquísima gente que notó la ausencia de Knupp en Butcher the Weak ya que la voz de Majewski es casi idéntica.